# 金之霸
金之霸，是日本純種競賽馬匹。生涯活躍於中距離賽事，曾勝出2017年東京優駿（日本打吡）及2018年秋季天皇賞。

## 出賽前
2014年2月5日出生於北海道安平町北部牧場，成長途中於一口馬主俱樂部Carrot Farm Co. Ltd.進行馬主募集。
其後交由美浦訓練中心練馬師藤澤和雄訓練。

## 競賽生涯

### 2歲
2016年10月9日出戰東京競馬場2歲新馬戰，由李慕華策騎之下成功於直路上衝出，拋離對手下以1 1/4馬位優勢取得首勝。
12月3日出戰條件戰葉牡丹賞，比賽初段選擇於後方位置追走，通過最後彎道時候抽出外檔準備加速，進入直路後隨即憑借望空的優勢衝出並超越前方所有對手，最終以1馬位壓贏第二的Komano Impulse再度取得勝利。
其後出戰二級賽希望錦標，賽前以1.5倍數獨贏賠率取得第一人氣。比賽開始後，其因爲漏閘需要於最後方位置追走，但於第三彎道時候開始爬升至先頭部隊，更於最後彎道進佔有利位置。進入直路後，其隨即轟出後600秒35.7秒的末腳速度取得領先，後續繼續保持速度下進入獨走狀態，最終拋離第二的綠光奇珍1 1/4馬位取得首個分級賽冠軍。

### 3歲
進入2017年，由於其在希望錦標後累積疲勞，因而於年初進入休養，並於未出戰任何前哨戰的情況下直走皋月賞。比賽開始後，雖然其處於第5檔較內檔位置發走，但並未選擇積極搶佔位置，而是停留內欄後方位置追走。進入直路後，其雖然於內欄位置不斷穿插加速，可惜因初段留得太後而未能超越前方的艾恩遺跡、波斯劍客、賽黃晶及關鍵一擊，最終以第五完賽。

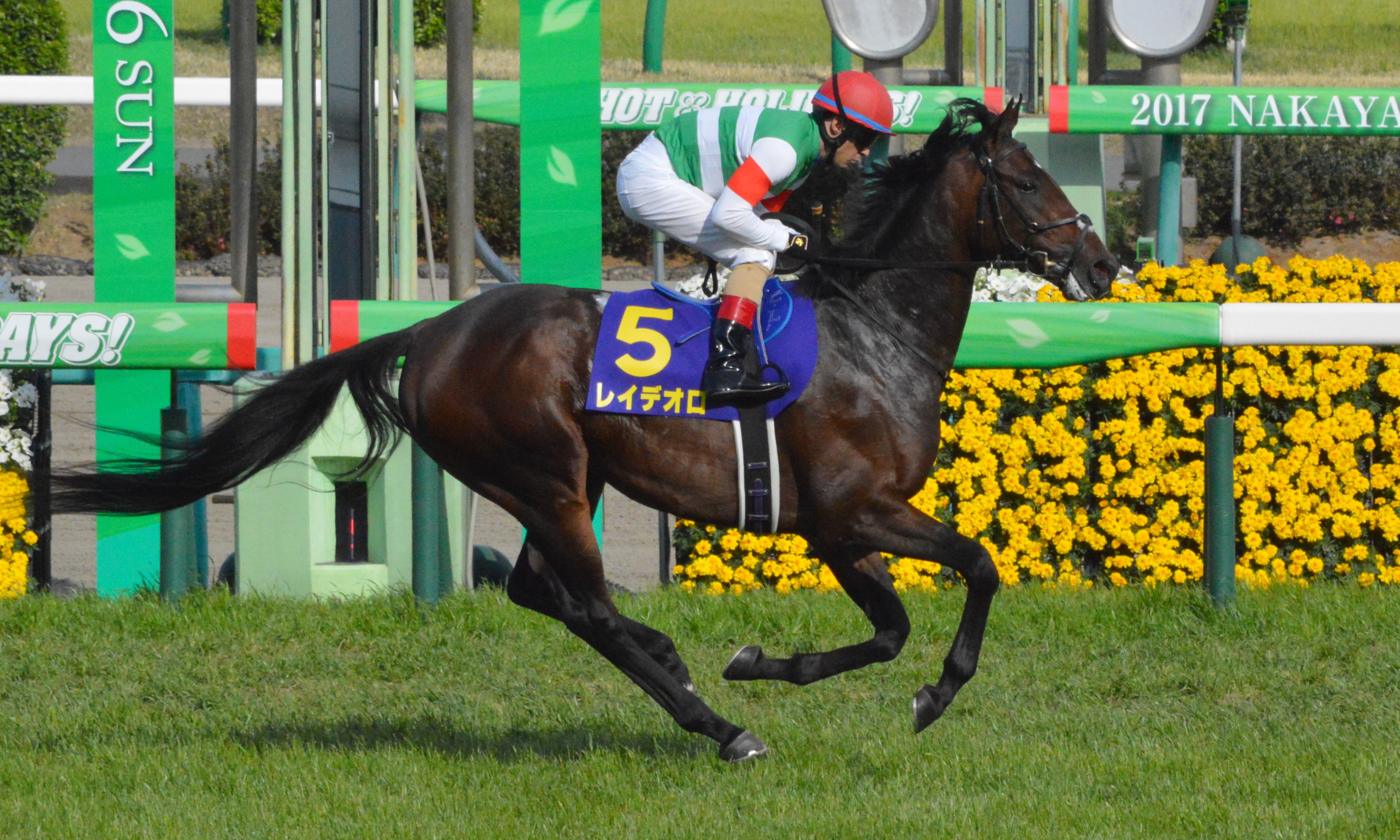
出戰皋月賞的金之霸

5月28日出戰東京優駿，賽前僅落後贏得青葉賞的萬人欽佩取得第二人氣。比賽開始後，前方由個人特色帶出並做出前1000米63.2秒的超慢步速，而萬人欽佩及金之霸則一同處於中團靠後位置追走。進入對面直路，騎師李慕華因應對後上馬不利的超慢步速，認爲不提早加速會陷入停滯局面，因而於此處指揮其進行長距離加速，並於通過第三彎道時候經已到達個人特色後方的第二名位置。進入直路後，金之霸繼續保持速度於中檔的位置推進，於最後300米對李慕華的加鞭有所反應下瞬間加速超越領先的個人特色，後續成功保持衝刺以抵擋處於有利位置的文雅之士及大外檔萬人欽佩的追擊，最終以3/4馬位優勢率先衝線奪得首個一級賽冠軍。，亦爲騎師李慕華及練馬師藤澤和雄帶來首個打吡優勝。
贏得打吡後其進入放草，入秋後並未選擇經典三冠尾關菊花賞，而是以日本盃作爲目標，因而於9月24日出戰神戶新聞盃作爲熱身。比賽開始後，其採取先行戰術於第四左右的位置展開推進，並於進入直路後率先衝出直迫前方的始祖巴魯，最終於其爆發出不俗末腳速度之下成功壓贏所有對手取得冠軍。

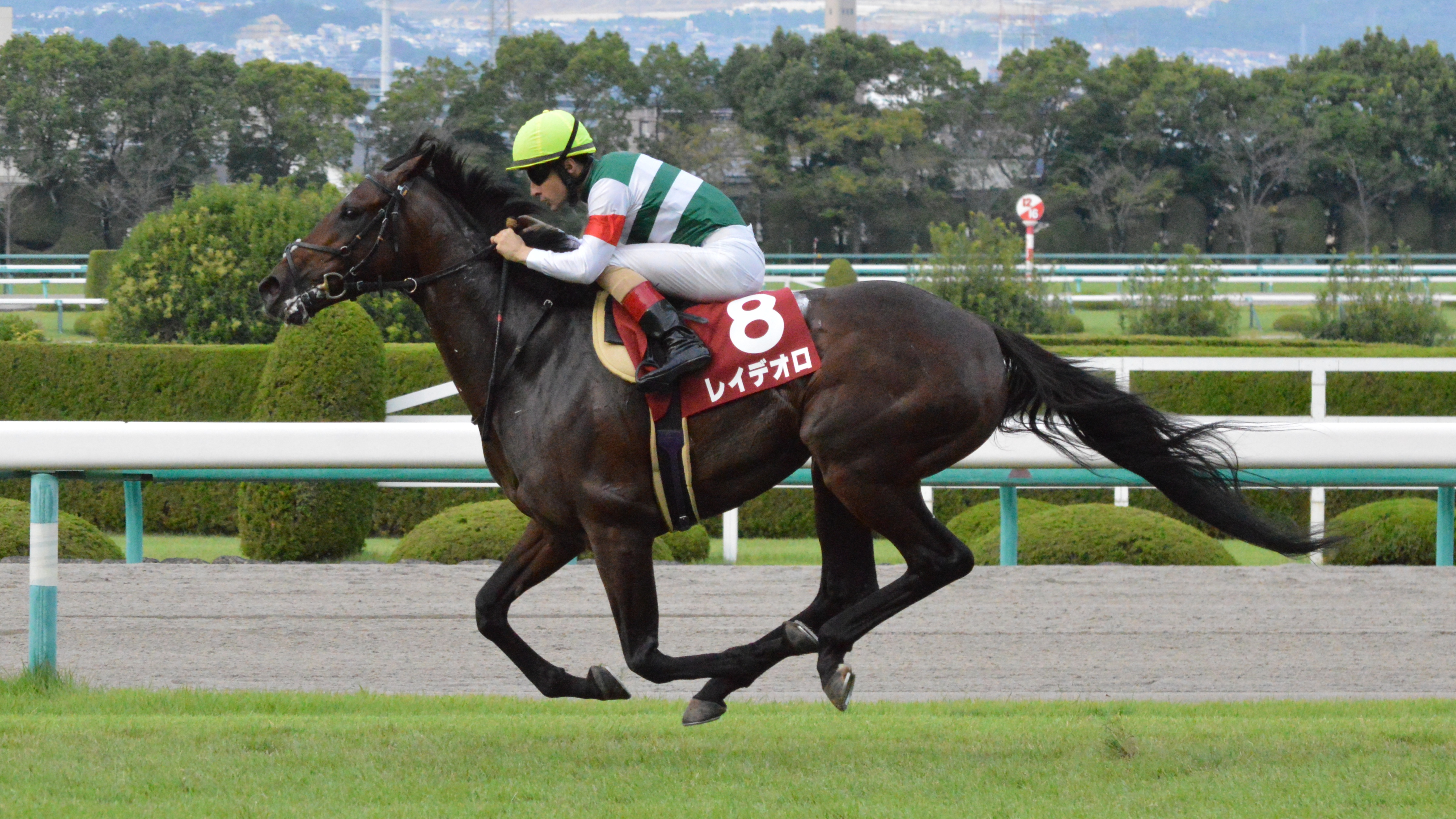
出戰神戶新聞盃的金之霸

11月26日按照計劃出戰日本盃，賽前僅落後劍指連霸的北部玄駒獲得第二人氣。比賽開始後，其因慢閘以於中團靠後位置追走，於比賽途中稍爲爬升並於第七左右通過最後彎道，進入直路後，一直領放的北部玄駒仍然領先，高尚駿逸於中檔位置逐步加速，而金之霸則抽出外檔位置準備衝刺。直路中段，金之霸成功超越力弱的北部玄駒，可惜未能壓贏高尚駿逸，最終以1 1/4馬位差距落敗得第二。
年末，由於其勝出東京優駿並於日本盃中表現優秀，於評選中以近乎全票的298票當選最佳3歲雄馬。

### 4歲
2018年年初以京都紀念作爲首戰，由於主戰騎師李慕華被罰停賽，因而由來日客串的范嘉堯代打策騎。然而其於比賽途中受到軟地的影響，加上比賽初段有漏閘的情況，因而於未能扭轉劣勢的情況下僅跑獲第三。
其後陣營安排其遠征阿聯酋出戰杜拜司馬經典賽，賽前獲得第二人氣。然而本次比賽其表現出暴躁的性格，不但於沙圈內突然暴走，更於出閘前於閘機內試圖衝撞鄰近的馬匹造成漏閘，因而於比賽初段於後方位置追走。而當比賽進行途中的時候，騎師李慕華不斷安撫其的情緒，令其稍爲重返冷靜並於直路發揮不俗表現，最終以跑獲一席第四的戰績完賽，爲日本賽駒之中的最佳。
回國後陣營以疲勞的理由避戰寶塚紀念並安排其進入放草，亦宣佈將以秋季天皇賞作爲最大目標，因而於9月23日出戰產經賞。比賽開始後，其繼續選擇居中戰術停留於中團靠後位置，於比賽途中保持穩定的速度。進入直路後，騎師李慕華指揮其抽入內欄加速以減省腳程，並於直路中段以凌厲的姿態直迫率先衝出的艾恩遺跡，最終於終點線前成功超越對手取勝，亦以2分11.2秒的完賽時間追平紀錄。
10月28日按照計劃出戰秋季天皇賞，賽前落後於文雅之士取得第二人氣。比賽開始後，前方由神業帶出，文雅之士因漏閘處於後方，而金之霸則採取先行戰術於約莫第六的位置推進。進入最後直路後，其成功發揮優秀的末腳迫近前方領先的神業、艾恩遺跡及強擊，於最後200米取得領先，後續繼續保持速度下成功抵擋白日彗星的追擊，最終以1 1/4馬位優勢再度奪得一級賽優勝。

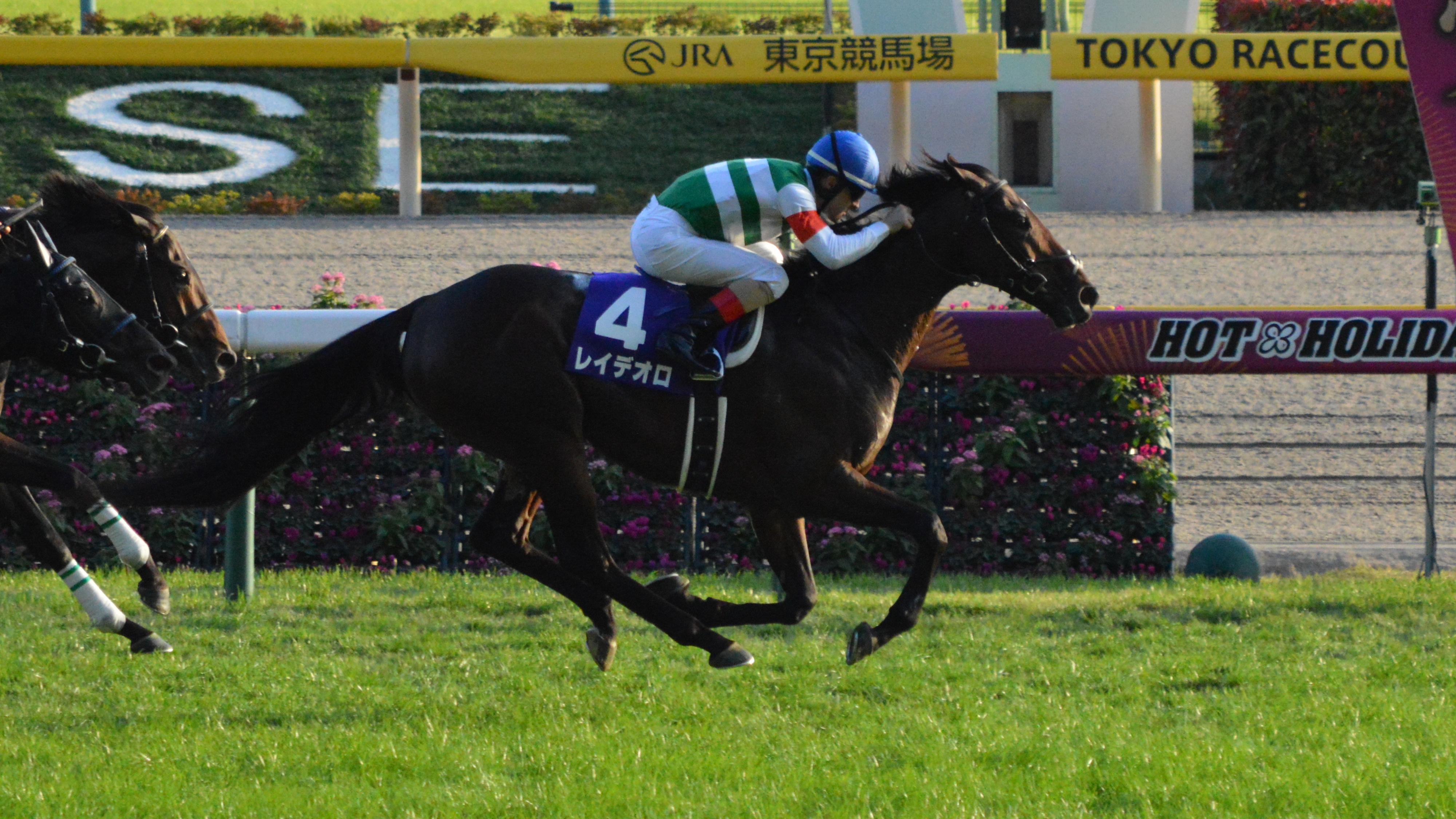
出戰秋季天皇賞的金之霸

其後出戰有馬紀念，比賽途中一直於中團位置推進，進入直路後隨即加速超領先的神業，可惜於直路中段被一同衝出的防爆裝束追上，無法反超對方下以頸位憾負得第二。
年末，由於其勝出秋季天皇賞並於有馬紀念取得亞軍，因而以212票榮獲最佳4歲及以上雄馬頭銜。

### 5歲
2019年年初其再度向杜拜司馬經典賽發起挑戰，然而於比賽途中因初段過於興奮不斷衝前，進入直路體力逐漸不支而失速，最終以第五完賽。
回國後出戰寶塚紀念，雖然本次比賽保持穩定的節奏於中團位置追走，但於進入直路後受限於較泥濘的內欄賽道而無法有效加速，最終僅獲第五。
入秋後其仍然未擺脫低潮，出戰產經賞、日本盃及有馬紀念分別取得第四、第十一及第七。
完成有馬紀念後，陣營宣佈安排其退役，並於12月25日取消日本中央競馬會的賽駒註冊。

### 詳細賽績
| 日期       | 舉辦國家 | 馬場 | 距離   | 級別 | 賽事名稱       | 負重 | 騎師     | 馬號 | 出馬 | 名次 | 時間     | 頭馬（二馬）       |
| ---------- | -------- | ---- | ------ | ---- | -------------- | ---- | -------- | ---- | ---- | ---- | -------- | ------------------ |
| 9/10/2016  | 日本     | 東京 | 草2000 |      | 2歲新馬        | 55   | 李慕華   | 1    | 16   | 1    | 2:04.3   | （Port Vendres）   |
| 3/12/2016  | 日本     | 中山 | 草2000 |      | 葉牡丹賞       | 55   | 李慕華   | 11   | 12   | 1    | 2:01.0   | （Komano Impulse） |
| 25/12/2016 | 日本     | 中山 | 草2000 | GII  | 希望錦標       | 55   | 李慕華   | 2    | 14   | 1    | 2:01.3   | （綠光奇珍）       |
| 16/4/2017  | 日本     | 中山 | 草2000 | GI   | 皋月賞         | 57   | 李慕華   | 5    | 18   | 5    | 1:58.2   | 艾恩遺跡           |
| 28/5/2017  | 日本     | 東京 | 草2400 | GI   | 東京優駿       | 57   | 李慕華   | 12   | 18   | 1    | 2:26.9   | （文雅之士）       |
| 24/9/2017  | 日本     | 阪神 | 草2400 | GII  | 神戶新聞盃     | 56   | 李慕華   | 8    | 14   | 1    | 2:24.6   | （神業）           |
| 26/11/2017 | 日本     | 東京 | 草2400 | GI   | 日本盃         | 55   | 李慕華   | 2    | 17   | 2    | 2:23.9   | 高尚駿逸           |
| 11/2/2018  | 日本     | 京都 | 草2200 | GII  | 京都紀念       | 57   | 范嘉堯   | 6    | 10   | 3    | 2:16.5   | 關鍵一擊           |
| 31/3/2018  | 阿聯酋   | 美丹 | 草2410 | GI   | 杜拜司馬經典賽 | 56.5 | 李慕華   | 3    | 10   | 4    | 紀錄缺失 | 鷹爪刀             |
| 23/9/2018  | 日本     | 中山 | 草2200 | GII  | 產經賞         | 57   | 李慕華   | 4    | 12   | 1    | 2:11.2   | （艾恩遺跡）       |
| 28/10/2018 | 日本     | 東京 | 草2000 | GI   | 秋季天皇賞     | 58   | 李慕華   | 4    | 12   | 1    | 1:56.8   | （白日彗星）       |
| 23/12/2018 | 日本     | 中山 | 草2500 | GI   | 有馬紀念       | 57   | 李慕華   | 12   | 16   | 2    | 2:32.2   | 防爆裝束           |
| 30/3/2019  | 阿聯酋   | 美丹 | 草2410 | GI   | 杜拜司馬經典賽 | 57   | 李慕華   | 6    | 8    | 6    | 紀錄缺失 | 老波斯             |
| 23/6/2019  | 日本     | 阪神 | 草2200 | GI   | 寶塚紀念       | 58   | 李慕華   | 2    | 12   | 5    | 2:12.1   | 雍容白荷           |
| 22/9/2019  | 日本     | 中山 | 草2200 | GII  | 產經賞         | 58   | 福永祐一 | 8    | 10   | 4    | 2:12.4   | 三幕劇             |
| 24/11/2019 | 日本     | 東京 | 草2400 | GI   | 日本盃         | 57   | 布宜學   | 8    | 15   | 11   | 2:28.1   | 文雅之士           |
| 22/12/2019 | 日本     | 中山 | 草2500 | GI   | 有馬紀念       | 57   | 三浦皇成 | 8    | 16   | 7    | 2:32.1   | 雍容白荷           |

## 退役後
退役後，金之霸成為了配種馬，於北海道安平町社台Stallion Station休養，在2020年進行配種。首批子嗣於2021年出生。首批子嗣可於2023年出賽，7月23日經已有中央的子嗣於新馬戰中取勝。2025年3月23日，旭日全球在阪神大賞典取勝，成為首匹勝出分級賽的金之霸子嗣。

### 主要子嗣

#### 分級賽優勝子嗣
2021年生
- 旭日全球（阪神大賞典）
- 地球頌（目黑紀念）
- 詩歌遊子（打吡公爵挑戰盃）

2022年生
- Excite Bio（日經電台賞）

## 血統簡介
父系夏威夷王爲日本賽駒，生涯戰績極爲優秀，僅得一戰未能獲勝，曾勝出一級賽NHK一哩賽及東京優駿，爲日本史上首匹贏得變則二冠的賽駒。祖父金滿寶爲美國生產的法國賽駒，曾三勝一級賽，亦爲近代著名種馬之一。
母系La Dorada爲日本賽駒，生涯戰績不佳僅勝出條件戰級別的賽事。外祖父吉兆爲美國生產的日本賽駒，生涯戰績彪炳，曾於2002年及2003年連霸秋季天皇賞及有馬紀念。

### 血統表
| 父線：金滿寶系（淘金者系）               |                          |                  |                |
| 種馬 夏威夷王 2001年（棗色）             | 金滿寶 1990年（棗色）    | 淘金者           | Raise a Native |
| 種馬 夏威夷王 2001年（棗色）             | 金滿寶 1990年（棗色）    | 淘金者           | Gold Digger    |
| 種馬 夏威夷王 2001年（棗色）             | 金滿寶 1990年（棗色）    | Miesque          | 雷利耶夫       |
| 種馬 夏威夷王 2001年（棗色）             | 金滿寶 1990年（棗色）    | Miesque          | Pasadoble      |
| 種馬 夏威夷王 2001年（棗色）             | Manfath 1991年（深棗色） | 最後大官         | Try My Best    |
| 種馬 夏威夷王 2001年（棗色）             | Manfath 1991年（深棗色） | 最後大官         | Mill Princess  |
| 種馬 夏威夷王 2001年（棗色）             | Manfath 1991年（深棗色） | Pilot Bird       | Blakeney       |
| 種馬 夏威夷王 2001年（棗色）             | Manfath 1991年（深棗色） | Pilot Bird       | The Dancer     |
| 繁殖雌馬 La Dorada 2006年（棕色）        | 吉兆 1999年（深棗色）    | Kris S.          | 雷弼圖         |
| 繁殖雌馬 La Dorada 2006年（棕色）        | 吉兆 1999年（深棗色）    | Kris S.          | Sharp Queen    |
| 繁殖雌馬 La Dorada 2006年（棕色）        | 吉兆 1999年（深棗色）    | Tee Kay          | Gold Meridian  |
| 繁殖雌馬 La Dorada 2006年（棕色）        | 吉兆 1999年（深棗色）    | Tee Kay          | Tri Argo       |
| 繁殖雌馬 La Dorada 2006年（棕色）        | Lady Blon 1998年（棗色） | Seeking the Gold | 淘金者         |
| 繁殖雌馬 La Dorada 2006年（棕色）        | Lady Blon 1998年（棗色） | Seeking the Gold | Con Game       |
| 繁殖雌馬 La Dorada 2006年（棕色）        | Lady Blon 1998年（棗色） | 風中秀髮         | Alzao          |
| 繁殖雌馬 La Dorada 2006年（棕色）        | Lady Blon 1998年（棗色） | 風中秀髮         | Burghclere     |
| 雌系：Highclere系（號族：2-f）           |                          |                  |                |
| 五代內近親交配：淘金者 3×4、北地舞人 5×5 |                          |                  |                |

## 命名由來
名字Rey de Oro（レイデオロ）於西班牙語中，有「黃金之王」之意思，聯想自父系夏威夷王的名字，香港則取意譯，翻譯为「金之霸」。

## 外部連結
- 金之霸 netkeiba.com （页面存档备份，存于）
- 血統表